# Mauro Rosin
Mauro Rosin (Genova, 29 settembre 1964) è un allenatore di calcio ed ex calciatore italiano, di ruolo portiere.
È figlio dell'ex calciatore Ugo Rosin.

## Carriera

### Giocatore
Esordì in Serie A il 24 ottobre 1982, nella gara Ascoli-Sampdoria (2-0). In quella stagione, nella quale fece da terzo portiere della squadra blucerchiata dietro Guido Bistazzoni e Paolo Conti, collezionò un'altra presenza, il 15 maggio 1983, nella gara interna dell'ultima giornata di campionato contro il Verona (2-2). Nella stagione successiva scese in campo in un'occasione, sostituendo il titolare Ivano Bordon al 72' della gara contro il Napoli del 18 dicembre 1983 (4-1).
Successivamente vestì le maglie di Perugia, Prato e Reggina, tra Serie B e Serie C1, fino al ritorno in massima serie nel 1991, come secondo portiere del neopromosso Foggia (6 presenze). Dopo una stagione alla Ternana in Serie B, Rosin scese nei Dilettanti, vestendo per due stagioni la maglia del Città di Castello.
Tornò tra i professionisti nel 1995, alla Carrarese, restandovi fino al marzo del 1999, quando si accordò con il Brescia, giocando titolare in Serie B nell'ultima parte di stagione. Successivamente si trasferì al Pisa, all'AlbinoLeffe e al Montichiari, con cui chiuse la carriera nel 2007, a 43 anni.
Vanta complessivamente 608 presenze nei professionisti, di cui 9 in Serie A e 151 in Serie B.

### Allenatore
Dopo il ritiro da calciatore entrò nello staff tecnico del Montichiari, in qualità di preparatore dei portieri. Ricoprì tale ruolo per cinque stagioni, guidando diverse volte la prima squadra in occasione della squalifica dell'allenatore.
Nel 2011 seguì il corso di allenatore professionista di seconda categoria a Coverciano. Il 14 novembre 2011, dopo l'esonero del tecnico Claudio Ottoni, divenne il vice di Antonio Criniti. Nel gennaio del 2012, dopo le dimissioni di Criniti, venne richiamato Ottoni, con Rosin che tornò ad occuparsi dei portieri. Dopo il nuovo esonero di Ottoni, Rosin ricoprì il ruolo di vice di Antonio Soda, che non riuscì ad evitare la retrocessione in Serie D.
Successivamente diventò il preparatore dei portieri della Villanovese, società in provincia di Brescia per conto della quale è stato anche l'allenatore della prima squadra nel corso delle stagioni 2012-2013 e 2013-2014. Dopo l'esonero, avvenuto nell'ottobre del 2013, restò nella società come preparatore dei portieri delle giovanili.
Dal 2013 al 2015 allenò i portieri del settore giovanile della Feralpisalò.
Dal 2014 al 2016 allenò nelle giovanili della Polisportiva Vighenzi, società in provincia di Brescia, ricoprendo anche il ruolo di preparatore dei portieri della prima squadra.
Nella stagione 2016-2017 è diventato il tecnico della Juniores del Vobarno. Dopo aver ottenuto la vittoria nel proprio girone di campionato, ha conquistato il titolo di campione provinciale di categoria battendo la Calvina in finale per 2 a 1.
Dal 2018 al 2022 è preparatore dei portieri al Lumezzane

## Palmarès

### Giocatore
- Coppa Italia Serie C: 1

Pisa: 1999-2000